# Pseudochariesthes superba
Pseudochariesthes superba là một loài bọ cánh cứng trong họ Cerambycidae.